# Repetekiodes biformis
Repetekiodes biformis is een vlinder uit de familie snuitmotten (Pyralidae). De wetenschappelijke naam van deze soort is voor het eerst geldig gepubliceerd in 1915 door Rothschild.
De soort komt voor in tropisch Afrika.